# ستيف فولي (لاعب كرة قدم أمريكية)
ستيف فولي (بالإنجليزية: Steve Foley)‏ هو لاعب كرة قدم أمريكية أمريكي، ولد في 11 سبتمبر 1975 في ليتل روك في الولايات المتحدة.

## وصلات خارجية
- ستيف فولي على موقع مرجع كرة القدم المحترفة.كوم (الإنجليزية)